# Meriame Terchoun
Meriame Terchoun (Lausanne, 27 oktober 1995) is een voetbalspeelster uit Zwitserland. Ze speelt als aanvaller voor Dijon FCO in de Division 1 Féminine.

## Clubcarrière
Terchoun kwam van 2006 tot 2009 als amateurspeelster uit voor SC YF Juventus alvorens ze de overstap maakte naar FC Zürich in de Super League. Hier was ze actief van 2009 tot 2022. In de eerste seizoenshelft van 2017 kwam ze een korte periode uit voor FC Basel. Met FC Zürich won Terchoun acht keer de Zwitsers beker. Ook scheurde ze driemaal haar kruisband, waardoor ze in 2016, 2017 en 2019 lange periode buitenspel stond. Na haar blessures kende ze een succesvolle terugkeer en won ze met haar club de Zwitserse dubbel. Terchoun kwam 166 competitiewedstrijden in actie voor FC Zürich waarin ze 53 keer tot scoren kwam en 28 assists gaf. In het seizoen 2012/13 had Terchoun reeds haar debuut gemaakt in de Champions League. In de kwalificatiereeks boekte haar team drie overwinningen in Slovenië. Terchoun maakte haar eerste doelpunt in de Champions League in een 8-0 overwinning op FC Gintra.
Sinds juli 2022 speelt Terchoun in de Division 1 Féminine voor Dijon FCO.

## Statistieken
| Seizoen | Club      | Land      | Competitie          | Wedstrijden | Doelpunten |
| ------- | --------- | --------- | ------------------- | ----------- | ---------- |
| 2022/23 | Dijon FCO | Frankrijk | Division 1 Féminine | 18          | 1          |
| 2023/24 | Dijon FCO | Frankrijk | Division 1 Féminine | 19          | 2          |
| 2024/25 | Dijon FCO | Frankrijk | Division 1 Féminine | 13          | 3          |
| Totaal  | Totaal    | Totaal    | Totaal              | 50          | 6          |

Laatste update: 6 maart 2025

## Interlandcarrière
Terchoun maakte haar debuut voor het Zwitserse nationale team op 22 september 2015 door als invalster haar opwachting te maken in een met 4-1 gewonnen vriendschappelijke wedstrijd tegen Denemarken. Met haar land kwam ze uit in de kwalificatiereeks voor het EK 2017 in Nederland. In een wedstrijd tegen Italië op 24 oktober 2016 maakte Terchoun haar basisdebuut en speelde ze 90 minuten. Mede door een 3-0 overwinning op de Italianen wist Zwitserland zich te plaatsen voor het eindtoernooi. Terchoun kwam vier wedstrijden in actie in de kwalificatiereeks. In de kwalificatiereeks voor de Olympische Spelen kwam Terchoun driemaal in actie. Na een kwalificatiewedstrijd tegen Italië werd Terchoun voor 14 maanden niet meer opgeroepen. In de laatste wedstrijd voorafgaande aan het EK kwam Terchoun in actie tegen Engeland. Terchoun werd opgenomen in de Zwitserse selectie voor het EK 2017 maar maakte enkel in het derde groepsduel tegen Frankrijk haar opwachting. Zwitserland werd uitgeschakeld in de groepsfase. In de kwalificatiereeks voor het WK 2019 in Frankrijk kwam Terchoun in actie in de eerste wedstrijd tegen Albanië. In april 2019 kwam Terchoun in actie in twee vriendschappelijke wedstrijden tegen Polen.
In 2022 maakte Terchoun eveneens haar opwachting op het EK 2022 in Engeland, maar kwam ze geen minuut in actie. Zwitserland werd uitgeschakeld na een 1-4 nederlaag tegen Nederland. Een jaar later werd Terchoun tevens opgenomen in de selectie van het WK 2023 in Australië en Nieuw-Zeeland.